# Literatura porto-riquenha
A literatura porto-riquenha é o corpo de literatura produzida por escritores de ascendência porto-riquenha. Evoluiu da arte de contar histórias oralmente. Obras escritas pelos habitantes indígenas taínos de Porto Rico foram originalmente proibidas e reprimidas pelo governo colonial espanhol depois da chegada dos europeus em 1493.[carece de fontes?]
Durante as festas de Natal do ano de 1843 se publica o primeiro Aguinaldo porto-riquenho, livro que poderia servir de presente de Natal ou "aguinaldo" imitando um costume europeu em boga na época. O título do libro sugere que é uma coletânea ou antologia de “aguinaldos”, entendendo-se estes como canções de tema natalino. Em realidade é uma série de colaborações ou ensaios em verso e prosa, que nada tem a ver com Natal, escritas pelos porto-riquenhos Francisco Pastrana, Mateo Cavailhon e Alejandrina Benítez, um desconhecido M. A., entre outros escritores da Espanha. Em 1844 aparece o Álbum porto-riquenho; obra composta de dois ensaios em prosa e quarenta e nove em verso de cinco estudantes porto-riquenhos em Barcelona, entre eles Manuel A. Alonso e Santiago Vidarte. Estes queriam manifestar mediante este trabalho, além da emoção e o agradecimento que sentiam pela aparição do Aguinaldo porto-riquenho, seu amor pela ilha e que em Porto Rico sim se cultivava a literatura. Em 1846, com quase todos os mesmos autores do anterior, aparece um novo Aguinaldo porto-riquenho e os mesmos responsáveis do Álbum porto-riquenho publicam em Barcelona o Cancioneiro de Borinquen com trinta e sete composições ou poemas.[carece de fontes?]
A importância de estas obras é que são as iniciadoras de uma literatura que podemos chamar porto-riquenha e cujo primeiro grande exponente será o livro El Gíbaro de Manuel A. Alonso, publicado em 1849. Na sua obra, Alonso intenta fotografar os costumes e as tradições de Porto Rico de 1849, como também expressa sua crítica sobre elas. Numa época em que se considerava às Antilhas como um "lugar desértico" por sua pouca produção literária, já que nada mais eram reconhecidas por o comércio ou como um lugar onde se ia unicamente a buscar riquezas, Alonso introduz um libro dividido em encenas onde cada uma é uma estampas das antigas tradições porto-riquenhas. El Gíbaro da começo ao progresso e à preservação da cultura porto-riquenha por médio de una comunidade letrada.[carece de fontes?]
A literatura porto-riquenha começa durante o século XIX, quando se promovem e publicam as obras de distintos escritores, poetas e romancistas. Um dos autores fundamentais de esta etapa inicial é o dramaturgo Alejandro Tapia y Rivera, promotor da cultura porto-riquenha e pioneiro dos estudos sobre a história do drama, a novela e o ensaio, que se destaco por seu romanticismo literário; suas obras incluem La Palma del Cacique e Cofresí o Vasco Núñez de Balboa. Outro autor importante do século XIX em Porto Rico foi José Gautier Benítez, poeta e igualmente romântico, autor de poemas como "Porto Rico, a Ausência e a Volta" ou "O Canto a Porto Rico".[carece de fontes?]
Também merece figurar entre os fundadores da literatura porto-riquenha Eugenio María de Hostos, autor de obras filosóficas e políticas como A Peregrinação de Bayoán, Tratado de Sociologia, o ensaio Romeo e Julieta ou Juízo crítico de Hamlet, e uma das figuras mais ilustres e importantes de Puerto Rico e da América Latina durante a época das Guerras de independência hispano-americana. Ao final do século XIX surgem escritores como José de Diego, precursor do movimento modernista e líder político, um dos melhores poetas porto-riquenhos, defensor da cultura e da língua espanhola, educador e poeta, autor de obras como Sor Ana, Jovillos, Pomarrosas, Cantos e Rebeldia, A Laura, Cantos de pitirre e Folhas e flores.[carece de fontes?]
Depois que os Estados Unidos invadiram Porto Rico durante a Guerra Hispano-Americana e a ilha foi cedida aos Estados Unidos como condição do Tratado de Paris de 1898, escritores e poetas começaram a expressar sua oposição ao novo domínio colonial escrevendo sobre patriotismo.[carece de fontes?]
Com a diáspora porto-riquenha do início e meados do século 20 e a subseqüente ascensão do Movimento Nuyorican, a literatura porto-riquenha continuou a evoluir e muitos porto-riquenhos se destacaram como autores, poetas, romancistas, dramaturgos e ensaístas.[carece de fontes?]

## Começos
O desenvolvimento da literatura porto-riquenha foi prejudicado pelo governo colonial espanhol, que governou Porto Rico desde o início dos anos 1500. Os espanhóis temiam que, por meio da literatura, Porto Rico desenvolvesse sua própria identidade social e cultural e eventualmente buscasse a independência. As obras escritas pelos indígenas eram proibidas e puníveis com prisão ou banimento. Ainda que a primeira biblioteca de Porto Rico tenha sido fundada em 1642, no Convento de San Francisco, o acesso aos seus livros era restrito aos que pertenciam à ordem religiosa. As únicas pessoas que tinham acesso às bibliotecas e que podiam comprar livros eram oficiais do governo espanhol nomeados ou ricos proprietários de terras. Os pobres tiveram que recorrer à narrativa oral no que é tradicionalmente conhecido em Porto Rico como Coplas e Decimas.[carece de fontes?]

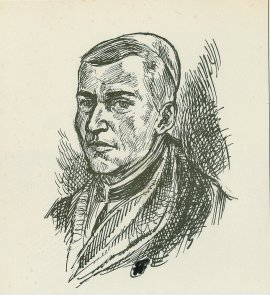
Padre Diego de Torres Vargas

Os primeiros escritores da ilha foram contratados pela Coroa Espanhola para documentar a história cronológica da ilha. Entre esses escritores estavam o padre Diego de Torres Vargas, que escreveu sobre a história de Porto Rico, o padre Francisco Ayerra de Santa María, que escreveu poemas sobre temas religiosos e históricos, e Juan Ponce de León II, que foi contratado para escrever uma descrição geral das Índias Ocidentais.[carece de fontes?]
O primeiro governador porto-riquenho nativo, Ponce de León II, escreveu sobre a cultura taína, particularmente suas cerimônias religiosas e linguagem. Ele também documentou as primeiras façanhas dos conquistadores. Essas obras foram enviadas para o Arquivo Nacional de Sevilha, na Espanha, onde foram guardadas.
A história literária porto-riquenha mudou com a chegada da primeira impressora do México, em 1806. Nesse mesmo ano Juan Rodríguez Calderón (um espanhol) escreveu e publicou o primeiro livro na ilha, intitulado Ocios de la Juventud. Em 1851, o governador nomeado espanhol de Porto Rico, Juan de la Pezuela Cevallo, fundou a Real Academia das Boas Letras. Esta instituição muito contribuiu para o progresso intelectual e literário da ilha. A escola licenciava professores primários, formulava métodos escolares e realizava concursos literários. No entanto, apenas aqueles com cargos governamentais e os ricos se beneficiaram da formação da instituição. Os primeiros escritores porto-riquenhos vieram de algumas das famílias mais ricas da ilha e criticaram as injustiças da Coroa espanhola.[carece de fontes?]

## Século XIX
Em 1806, o governo colonial espanhol estabeleceu La Gaceta de Puerto Rico, o primeiro jornal de Porto Rico. O jornal era tendencioso em favor dos ideais do governo.[carece de fontes?]
As primeiras obras escritas em Porto Rico foram influenciadas pelo romantismo da época. Os jornalistas foram os primeiros escritores a expressar suas opiniões políticas nos jornais da época e, posteriormente, nos livros. Por meio de seus livros e romances, eles iluminaram as injustiças sociais, que incluíam a escravidão e a pobreza. Muitos desses escritores foram considerados liberais perigosos pelo governo colonial e foram banidos da ilha. Um exemplo desse tratamento foi o poeta e jornalista Francisco Gonzalo Marín, que escreveu contra a Coroa espanhola. Alguns foram para a República Dominicana, Cuba ou Nova York, onde continuaram a escrever sobre temas patrióticos durante o exílio. A literatura desses escritores ajudou a alimentar o desejo de alguns de se revoltarem contra o governo espanhol em Porto Rico, resultando na tentativa fracassada conhecida como Grito de Lares em 1868.[carece de fontes?]
O período entre 1868 e 1898 foi crucial para o desenvolvimento das instituições porto-riquenhas e o nascimento de uma arte e cultura nacional: houve uma rebelião pró-independência, reforma colonial, formação de partidos políticos nacionais, abolição da escravatura (em 1873) e um breve período de autonomia. Esses eventos coincidem com a promoção de uma cultura nacional expressa através da linguagem literária, música, arquitetura e outras artes.
Quando os Estados Unidos invadiram Porto Rico durante a Guerra Hispano-Americana em 1898, muitos membros da classe literária porto-riquenha os receberam bem, acreditando que eventualmente Porto Rico obteria a independência. Em vez disso, a ilha foi declarada território dos Estados Unidos. Muitos escritores e poetas expressaram sua oposição escrevendo sobre temas patrióticos por meio de suas obras.[carece de fontes?]

## Migração do século XX para os Estados Unidos

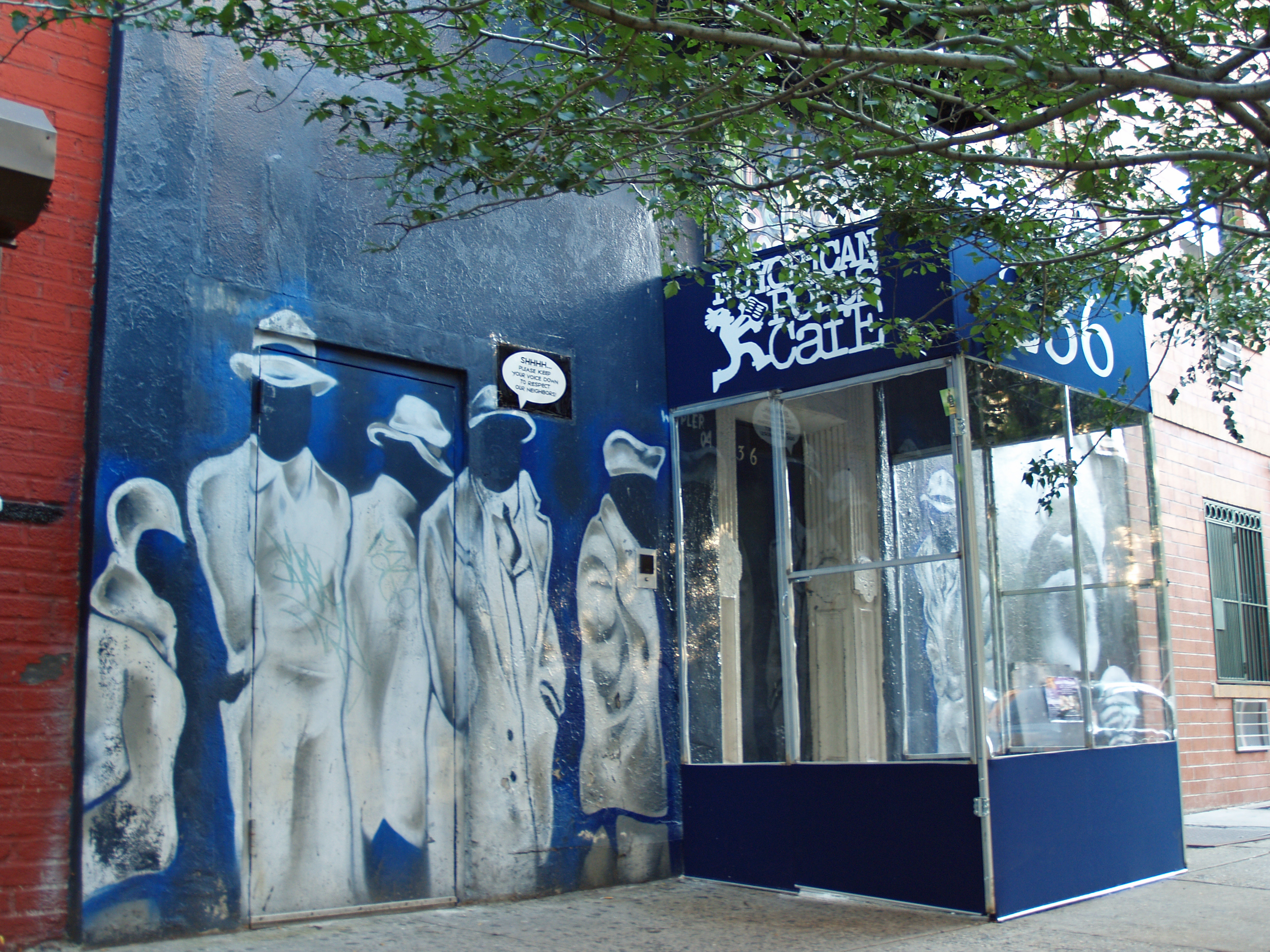
Edifício Nuyorican Poets Café na East 3rd street

Durante a primeira parte do século XX, muitos porto-riquenhos se mudaram para a costa leste e o centro-oeste dos Estados Unidos em busca de uma melhor vida. A maioria se estabeleceu em cidades como Nova York e Chicago. Lá eles enfrentaram discriminação étnica e racial e outras dificuldades. Jesús Colón, conhecido como o pai do Movimento Nuyorican, foi discriminado por ser negro e ter dificuldade para falar inglês. Ele escreveu sobre suas experiências, bem como as experiências de outros imigrantes, tornando-se um dos primeiros porto-riquenhos a fazê-lo em inglês.[carece de fontes?]
Uma de suas obras, A Puerto Rican in New York, precedeu o movimento literário conhecido como "Movimento Nuyorican". Por fim, o Movimento Nuyorican influenciou significativamente a literatura porto-riquenha, estimulando temas como identidade cultural e discriminação. O objetivo do Movimento Nuyorican é manter a identidade cultural do povo porto-riquenho em uma terra estrangeira. Este círculo de intelectuais, escritores, poetas e dramaturgos expressam suas experiências como nuyoricans vivendo nos Estados Unidos, incluindo aqueles cujas obras eventualmente encontraram o público mainstream e a atenção acadêmica: Nicholasa Mohr (El Bronx Remembered), Piri Thomas (Down These Mean Streets), Pedro Pietri (As massas são asnos), Giannina Braschi (Yo-Yo Boing! ), Esmeralda Santiago (Quando eu era porto-riquenha) e outros.[carece de fontes?]

## Ficção fundamental
Autores porto-riquenhos proeminentes do século 19 incluem Manuel A. Alonso, autor de El Gíbaro (1849), uma coleção de versos cujos temas principais eram o pobre tralhador rural porto-riquenho. Eugenio María de Hostos escreveu La peregrinación de Bayoán (1863), que usou Bartolomé de las Casas como trampolim para refletir sobre a identidade caribenha. Após esse primeiro romance, Hostos abandonou a ficção em favor do ensaio, que ele via como oferecendo maiores possibilidades de inspirar mudanças sociais.[carece de fontes?]
Alejandro Tapia y Rivera deu início a uma nova era da historiografia com a publicação da Biblioteca Histórica de Porto Rico. Cayetano Coll y Toste publicou um valioso trabalho histórico que iluminou a cultura dos taínos chamado O Vocabulário Indo-Antillano. Manuel Zeno Gandía (1894) escreveu La Charca sobre as regiões cafeeiras montanhosas de Porto Rico. Antonio S. Pedreira, descreveu em sua obra Insularismo a sobrevivência cultural da identidade porto-riquenha após a invasão estadunidense.[carece de fontes?]
Uma tendência na ficção porto-riquenha de narrar histórias urbanas e romances sobre migração e deslocamento é descartada por autores porto-riquenhos que migram para a cidade de Nova York, incluindo Edgardo Vega Yunqué, autor de Omaha Bigelow e Blood Fugues; Giannina Braschi, autora de Yo-Yo Boing! e Estados Unidos da Banana; Pedro Juan Soto, autor de Spiks; e Manuel Ramos Otero, autor de "Loca la de la locura".[carece de fontes?]

## Poesia

### Poesia antiga

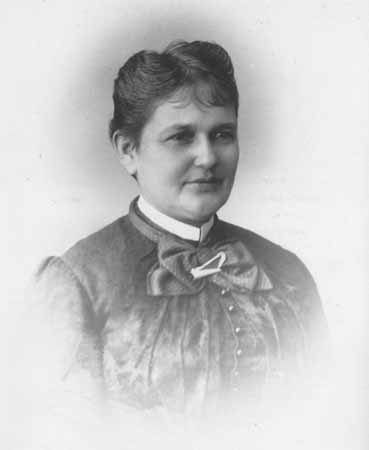
Lola Rodríguez de Tió

María Bibiana Benítez publicou seu primeiro poema "La Ninfa de Puerto Rico" em 1832. Sua sobrinha era Alejandrina Benítez de Gautier, cujo "Aguinaldo Puertorriqueño", publicado em 1843, deu-lhe o reconhecimento de ser um dos grandes poetas da ilha. O filho de Alejandrina, José Gautier Benítez, é considerado por muitos o maior poeta da era romântica de Porto Rico. Lola Rodríguez de Tió escreveu a letra de "La Borinqueña", que foi usada pelos revolucionários no Grito de Lares. Os poetas José de Diego, Virgilio Dávila, Luis Lloréns Torres, Nemesio Canales, Francisco Matos Paoli, Juan Antonio Corretjer, Clemente Soto Vélez e Hugo Margenat foram defensores da independência que escreveram poemas com temas de inspiração patriótica.[carece de fontes?]

### Nacionalismo
Em 1928, Soto Vélez, juntamente com Alfredo Margenat (pai de Hugo Margenat), Pedro Carrasquillo, Graciany Miranda Archilla, Fernando González Alberti, Luis Hernández Aquino, Samuel Lugo, Juan Calderón Escobar e Antonio Cruz Nieves fundaram o grupo "El Atalaya de los Dioses", que lançou o movimento literário conhecido como "Atalayismo". O movimento "El Grupo Atalaya" procurou conectar o mundo poético/literário com a ação política e a maioria de seus membros, incluindo Soto Vélez, envolveu-se com o Partido Nacionalista Porto-riquenho. A obra pós-moderna de Giannina Braschi, United States of Banana (2011), aborda a história dos esforços de descolonização de Porto Rico e declara a independência de Porto Rico.

### Lirismo universal
Mercedes Negrón Muñoz escreveu sob o nome de " Clara Lair " e publicou "Arras de Cristal" (1937), que descreve as lutas cotidianas do porto-riquenho. No entanto, foi Julia de Burgos que viria a ser considerada por muitos como uma das maiores poetisas nascidas em Porto Rico e que mais tarde viveu em Nova York. A inspiração estimulada por seu amor por Porto Rico se reflete em seu poema "Río Grande de Loíza". Outros poetas líricos importantes do início do século XX incluem Luis Palés Matos, Luis Lloréns Torres e Evaristo Ribera Chevremont.[carece de fontes?]
Após a Guerra Civil Espanhola, os poetas Juan Ramón Jiménez (Prêmio Nobel, 1956) e sua esposa Zenobia Camprubí emigram para Porto Rico e se estabelecem em San Juan em 1946. Os poemas líricos e filosóficos de Jiménez influenciaram grandes escritores nascidos em Porto Rico, como Giannina Braschi ( Empire of Dreams, 1988), Manuel Ramos Otero ( El Libro de la Muerte, 1985) e René Marqués ( La Carreta, 1950).
Os versos de Evaristo Ribera Chevremont tratam da nacionalidade, do folclore e do regionalismo, mas também tocam no lirismo universal. Victor Hernández Cruz tornou-se o primeiro poeta hispânico a ser publicado por uma editora mainstream (Random House) com a coleção Snaps, em 1969.[carece de fontes?]

## Dramaturgos
Entre as principais figuras do teatro porto-riquenho está René Marqués (1919-1979), autor de La Carreta, que dramatiza as dificuldades de uma família porto-riquenha que se muda da ilha para a cidade de Nova York. Suas contribuições em prosa incluem El Puertorriqueño Dócil y Otros Ensayos.
Francisco Arriví (1915–2007), uma voz proeminente do teatro porto-riquenho, desenvolveu um estilo dramático conhecido como Areyto e escreveu " Bolero y plena " (1958) e Vejigantes. Ele ajudou a estabelecer vários festivais de teatro e o Centro de Bellas Artes Luis A. Ferré em Porto Rico.
Luis Rafael Sánchez (1936-) escreveu La pasión según Antígona Pérez (A Paixão Segundo Antigona Perez), uma tragédia baseada na vida de Olga Viscal Garriga.
Entre os escritores porto-riquenhos de teatro experimental está Giannina Braschi, cujos diálogos dramáticos celebram a expressão artística porto-riquenha e reconhecem as obras de seus compatriotas Luis Palés Matos, Nilita Vientos, Luis Pales Matos, Pedro Pietri e Julia de Burgos. A obra de Braschi, United States of Banana, que apresenta Hamlet, Zaratustra e Hamlet em uma missão para libertar Porto Rico, foi encenada no Shapiro Theatre em Nova York (2015).
Os dramaturgos porto-riquenhos emergentes incluem Aravind Enrique Adyanthaya, fundador da Casa Cruz de la Luna em San Germán, Porto Rico. Destaca-se também nesta categoria o dramaturgo e roteirista José Rivera, o primeiro roteirista porto-riquenho a ser indicado ao Oscar.
Dramaturgos estadunidenses de ascendência porto-riquenha incluem Lin-Manuel Miranda, que ganhou um Prêmio Pulitzer e um Grammy pelo musical da Broadway Hamilton. Miranda, cujos pais são porto-riquenhos, co-criou <i>In the Heights</i> com Quiara Alegría Hudes, cuja mãe é porto-riquenha.

## Jornalistas
Vários jornalistas e colunistas enriquecem ainda mais as letras porto-riquenhas.[carece de fontes?]
Nelson Antonio Denis publicou mais de 300 editoriais no El Diario La Prensa sobre a diáspora nova-iorquina/porto-riquenha, que foram reconhecidos com repetidos prêmios de "Melhor Redação Editorial" da Associação Nacional de Jornalistas Hispânicos. O livro de história de Denis, War Against All Puerto Ricans, sobre a evolução das relações EUA-Porto Rico desde 1898, foi o livro mais vendido em Porto Rico em 2015 e 2016.
José Luis González (1926-1996) cuja obra País de cuatro pisos y otros ensayos descreve as estruturas rígidas da sociedade insular.
David Gonzalez é jornalista do New York Times. Ao longo de uma carreira de 25 anos, Gonzalez escreveu centenas de histórias no New York Times que tratam da história, cultura, política e povo de Porto Rico. Em 2013, a Associação Nacional de Jornalistas Hispânicos introduziu Gonzalez em seu Hall da Fama, em reconhecimento à sua vida inteira de jornalismo comprometido e compassivo.
Gerson Borrero é jornalista, apresentador de rádio e comentarista de TV na cidade de Nova York. Ele foi editor-geral da City & State NY  e editor-chefe do El Diario/La Prensa, o maior jornal em língua espanhola da cidade de Nova York. Sua cobertura da imprensa variou da política da cidade de Nova York, críticas culturais  e perfis de personalidade, à Conferência Somos Uno  e à Parada do Dia de Porto Rico.

## Historiadores
Historiadoras como a Dra. Delma S. Arrigoitia escreveram livros e documentaram as contribuições que as mulheres porto-riquenhas fizeram à sociedade. Arrigoitia foi a primeira pessoa na Universidade de Porto Rico a obter um mestrado na área de história. Suas publicações, que cobrem os políticos de Porto Rico do início do século 20, incluem: Jose De Diego el legislador, San Juan, Eduardo Giorgetti Y Su Mundo: La Aparente Paradoja De Un Millonario Genio Empresarial Y Su Noble Humanismo; Porto Rico Por Encima de Todo: Vida y Obra de Antonio R. Barcelo, 1868-1938; e Introdução à História da Moda em Porto Rico.
O livro de Teresita A. Levy, Puerto Ricans in the Empire: The History of Tobacco Cultivation in Puerto Rico, 1898-1940, é um estudo das regiões produtoras de tabaco nas terras altas do leste e oeste de Porto Rico, é o primeiro livro a contar como os porto-riquenhos desafiaram as autoridades dos Estados Unidos e lutaram com sucesso por uma legislação que beneficiasse a ilha. Seu livro foi elogiado por estudiosos.
Puerto Ricans in the Empire fornece uma excelente introdução à crucial indústria do tabaco de Porto Rico, com material fascinante sobre organizações de agricultores e pesquisa agrícola.— Herbert S. Klein, Gouverneur Morris Professor Emérito de História da Columbia University

## Literatura porto-riquenha moderna e contemporânea
Seguindo uma tradição nacionalista de escritores porto-riquenhos das décadas de 1930, 1940 e 1950, os autores são catalogados por década em "gerações". Alguns escritores altamente representativos do início e meados do século XX foram: Juan Antonio Corretjer, Luis Lloréns Torres, Luis Palés Matos, Enrique Laguerre e Francisco Matos Paoli. Esses escritores porto-riquenhos escreveram em espanhol e refletiram uma tradição literária latino-americana e ofereceram uma variedade de temas universais e sociais. Os principais escritores que começaram na década de 1950 incluem José Luis González, René Marqués, Pedro Juan Soto e Emilio Díaz Valcárcel.[carece de fontes?]
Autores cujas carreiras começaram nas décadas de 1960 e 1970 incluem Jack Agüeros, Angelamaría Dávila, Lourdes Vázquez, Rosario Ferré, Luis Rafael Sánchez, Manuel Ramos Otero, Olga Nolla, Edgardo Rodríguez Juliá, Myrna Casas e Luis López Nieves. Os principais escritores das décadas de 1980 e 1990 incluem Ana Lydia Vega, Giannina Braschi, Mayra Santos-Febres, Luz María Umpierre e Eduardo Lalo.[carece de fontes?]
Vozes revolucionárias de uma nova literatura porto-riquenha começaram a surgir na virada do novo século com a publicação de Historias tremendas, de Pedro Cabiya, em 1999. A política de identidade e as complexidades da relação de Porto Rico com os EUA — tópicos que dominaram a obra de escritores anteriores — deram lugar à exploração de novos gêneros e temas, como ficção especulativa latina, horror, fantasia e noir, como visto em os contos, romances e histórias em quadrinhos de Pedro Cabiya, a experimentação de Bruno Soreno, e os contos de José Liboy e Luis Negrón (cujo Mundo Cruel ganhou o Prêmio Literário Lambda de Ficção Gay, 2014).
Vozes emergentes na ilha incluem Rafael Acevedo, Moisés Agosto, Yolanda Arroyo Pizarro, Janette Becerra, Ricardo A. Domínguez, Ana María Fuster Lavín, Zoé Jiménez Corretjer, Juan López Bauzá, Alberto Martínez Márquez, Luis Negrón, Maribel Ortiz, Max Resto, e José E. Santos. Lawrence La Fountain-Stokes, Ángel Lozada, Benito Pastoriza Iyodo, Alfredo Villanueva Collado escrevem e publicam suas obras em espanhol no continente americano. Autores porto-riquenhos que escrevem em inglês incluem Erika Lopez, Ivelisse Rodriguez, Lilliam Rivera, Quiara Alegría Hudes, Jaquira Díaz, Richie Narvaez e Ernesto Quiñonez.[carece de fontes?]

## Antologias
Antologias que se concentram em escritores porto-riquenhos incluem:[carece de fontes?]
- Aftershocks of Disaster: Puerto Rico Before and After the Storm, editado por Yarimar Bonilla e Marisol LeBrón (Haymarket Books, 2019)
- Boricua en la Luna, editado por Elena M. Aponte
- Boricuas: Influential Puerto Rican Writings, editado por Roberto Santiago (Ballantine Books, 1995)
- Borinquen: An Anthology of Puerto Rican Literature, editado por Maria Teresa Babin e Stan Steiner (Knopf, 1974)
- Breaking Ground/Abriendo Caminos: Anthology of Puerto Rican Women Writers in New York, 1980-2012, editado por Myrna Nieves [43]
- Growing Up Puerto Rican, editado por Joy L. De Jesús (William Morrow and Company, 1997)
- Literatura y narrativa puertorriqueña: La escritura entre siglos, editado por Mario Cancel
- Literatura puertorriqueña del siglo XX: Antología, editado por Mercedes López Baralt [44]
- Los otros cuerpos: Antología de temática gay, lésbica y queer desde Puerto Rico y su diáspora, editado por David Caleb Acevedo, Moisés Agosto e Luis Negrón, que se concentra em temas LGBT [45]
- Nuestro New York: An Anthology of Puerto Rican Plays, editado por John V. Antush (Signet, 1994)
- ¡Pa'que Tu Lo Sepas! editado por Ángel Luis Colón
- Puerto Rico en Mi Corazón, editado por Raquel Salas Rivera, Ricardo Maldonado, Carina del Valle Schorske (Anomalous Press, 2019)
- Puerto Rican Poetry: A Selection from Aboriginal to Contemporary Times, editado por Robert Márquez
- Puerto Rican Writers at Home in the USA, editado por Faythe Turner (Open Hand, 1991)
- San Juan Noir, editado por Mayra Santos-Febres (Akashic Noir, 2016)

## Leituras adicionais
- Aldama, Frederick Luis e Ilan Stavans. Poetas, filósofos, amantes: sobre os escritos de Giannina Braschi. University of Pittsburgh Press, 2020.
- Brahan, Perséfone. De Amazonas a Zumbis: Monstros na América Latina (Bucknell Studies in Latin American Literature and Theory). Bucknell University Press (19 de novembro de 2015).
- Caulfeld, Carlota. "Poetas latinas caribenhas americanas." Em Carlota Caulfield e Darién Davis, Jr., eds., A Companion to US Latino Literatures. Woodbridge: Tamesis, 2007.ISBN 978-1-85566-139-4
- Gordis, Yanis. "Literatura porto-riquenha continental e insular: considerações interculturais e intertextuais". Seção Especial: Literatura Multicultural, Parte IV. No Boletim ADE 91 (inverno de 1988). Um dos cinco artigos sobre literatura porto-riquenha.
- Loustau, Laura R. Cuerpos errantes: literatura latina y latinoamericana en Estados Unidos. Rosário, Argentina: Beatriz Viterbo Editora, 2002.ISBN 950-845-118-1
- Moreira, Rubén A., ed. Antología de Poesía Puertorriqueña. (Vol. 1: Romanticismo, Vol. 2 Modernismo y Post Modernismo, Vol. 3 Contemporánea, Vol.4 Contemporánea). San Juan, PR: Tríptico Editores, 1992-1993.
- Pausides, Alex, Pedro Antonio Valdez e Carlos Roberto Gómez Beras, eds. Los nuevos caníbales: Antología de la mais recente poesía del Caribe hispano . San Juan: Isla Negra Editores, 2003.ISBN 1-932271-06-6
- Rosado, José Ángel, ed. El rostro y la máscara: Antología alternativa de cuentistas puertorriqueños contemporáneos. San Juan, Porto Rico. Isla Negra Editores, 1995.
- van Haesendonck, Kristian. "Encantamento ou Susto? Identidade e Escrita Pós-moderna na Porto Rico Contemporânea." Em Theo D'Haen e Pieter Vemeulen, eds., Cultural Identity and Postmodern Writing . Nova York e Amsterdã: Rodopi, 2006.ISBN 978-90-420-2118-1
- Torres-Padilla, José L. e Carmen Haydee Rivera. Escrevendo fora do hífen: novas perspectivas críticas sobre a literatura da diáspora porto-riquenha . Seattle: U. of Washington Press, 2008.ISBN 9780295988139